# Operațiunea Iskra
Operațiunea Iskra (Scânteia) (1943) (în limba rusă: Операция Искра) a fost o ofensivă a Armata Roșie în perioada 12 —18 ianuarie 1943 care a avut ca obiectiv spargerea  blocadei Leningradului.
Ofensiva la scară mare a fost declanșată de Fronturile sovietice Leningrad și Volkov în dimineața zilei de 12 ianuarie 1943. După lupte grele extrem de sângeroase, armatele sovietice au reușit să străpungă liniile germane puternic fortificate de la sud de Lacul Ladoga, iar, pe 18 ianuarie, Fronturile Leningrad și Volkov au făvut joncțiunea, deschizând un coridor terestru spre orașul asediat. Aproape imediat, Leningradul a început să fie aprovizionat atât cu trenurile cât și cu mijloacele auto.
Orașul Leningrad a continuat să fie parțial încercuit și supus atacurilor de artilerie și bombardamentelor de aviație, până când o nouă ofensivă sovietică a despresurat definitiv orașul în ianuarie 1944.